# KTM Pro Team
Das KTM Pro Team ist ein Mountainbike-Rennteam aus Österreich. Unter dem Slogan
Made in Austria – Tested Worldwide bestreitet die Mountainbike-Equipe weltweit Marathon- und Etappenrennen, wie das Cape Epic, die Bike Transalp, die UCI Marathon Series oder den XCO-Weltcup. Hauptsponsor ist der österreichische Fahrradhersteller KTM Fahrrad GmbH.
Das Team wurde als KTM-Rad.Sport.Szene gegründet und startet seit 2017 unter dem Namen KTM Pro Team. Von 2015 bis 2017 hatte die Mannschaft eine Lizenz als UCI MTB Team. Das Kernteam besteht aus den Fahrern Moritz Bscherer (Cross Country), Manuel Pliem, David Schöggl und dem Schweizer Roger Jenny (alle Marathon).